# Mieczysław Kowalski (generał)
Mieczysław Kowalski, właśc. Kon (ur. 2 października 1894 w Warszawie, zm. 18 lutego 1986 tamże) – generał brygady Wojska Polskiego, lekarz medycyny, szef Wojskowej Służby Zdrowia w latach 1957-1963.

## Życiorys
Mieczysław Kowalski urodził się 2 października 1894 roku w Warszawie, w rodzinie polskich Żydów: Stanisława Kona, litografa, i Bronisławy z Bolkowskich. W 1912 roku ukończył ze złotym medalem gimnazjum męskie w Częstochowie i do 1914 studiował na wydziale lekarskim uniwersytetu we Wrocławiu. W latach 1914–1915 był internowany przez Niemców. Od 1916 roku studiował medycynę w Krakowie.
1 listopada 1918 roku wstąpił do Wojska Polskiego. Walczył na froncie polsko-ukraińskim jako strzelec karabinu maszynowego. Ukończył kurs podoficerski w Przemyślu. Na początku 1919 roku był kontuzjowany pod Chyrowem. W kwietniu 1919 roku wziął udział w obronie Lwowa jako lekarz batalionu 40. pp Strzelców Lwowskich. W 1920 mianowany podporucznikiem, potem zdemobilizowany, do 1922 dokończył studia medyczne na Uniwersytecie Jana Kazimierza we Lwowie. Lekarz 86 pp w Wilnie i Mołodecznie w stopniu porucznika, od 1923 31 pp Strzelców Kaniowskich w Łodzi, od 1925 w stopniu kapitana. Od 1927 działał w Polskim Czerwonym Krzyżu, którego w latach 1950-1970 był członkiem Zarządu Głównego, a od 1965 członkiem Prezydium. Od 1929 lekarz 84. pp Strzelców Poleskich w Pińsku, od 1930 ordynator oddziału wewnętrznego szpitala w Łodzi i major. Od 1938 służył w Sieradzu w stopniu podpułkownika. Uczestnik wojny obronnej 1939 nad Wartą, pod Łodzią i Łowiczem; za udział w walkach nadano mu Order Virtuti Militari V klasy, który jednak otrzymał dopiero w 1960.
W okresie od 1 października 1939 roku do 10 lutego 1940 roku przebywał w niemieckich obozach jenieckich w Sochaczewie i Błoniu. Później był lekarzem w getcie warszawskim. Latem 1942 roku więziony na Pawiaku.

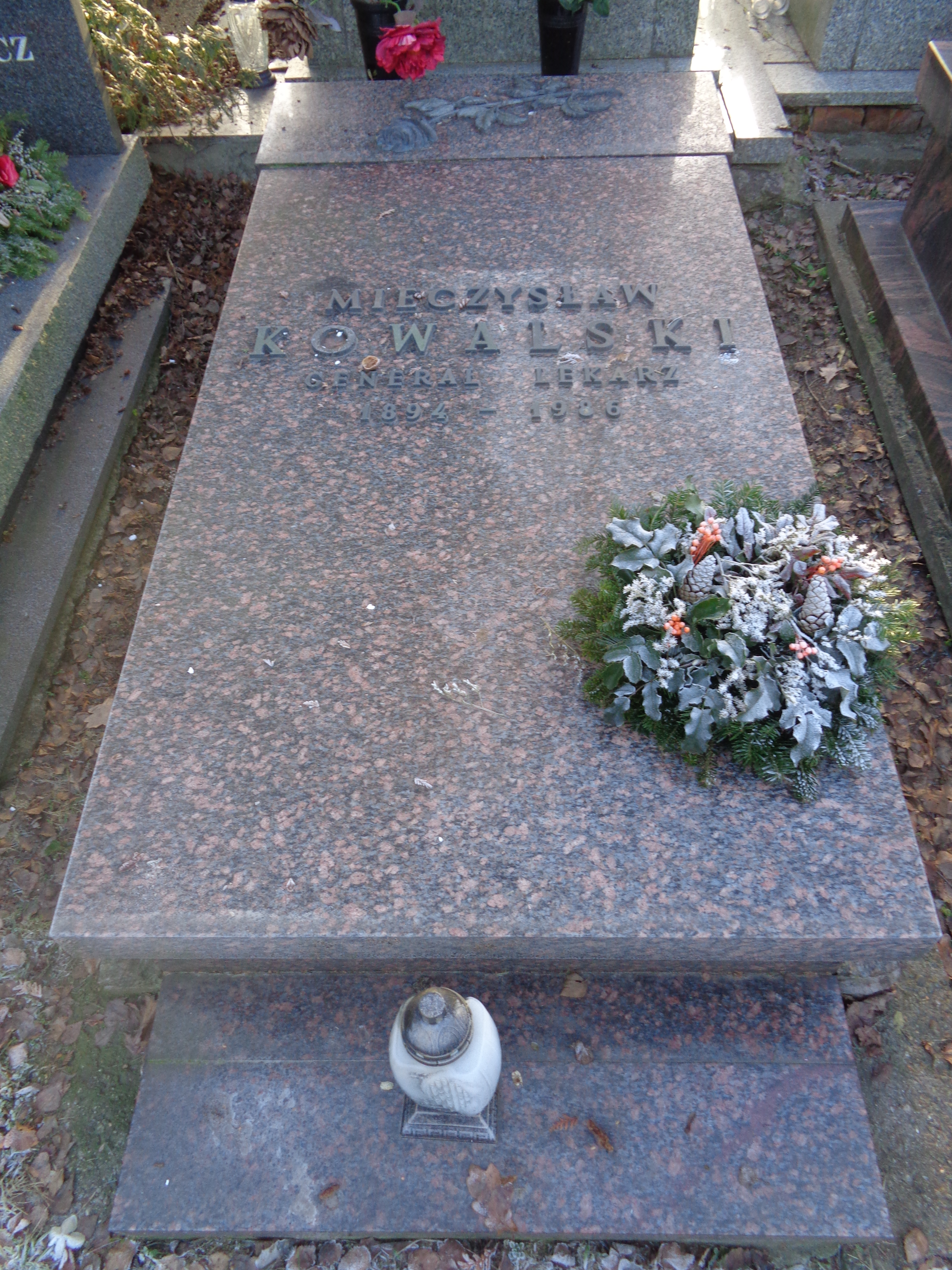
Grób na Wojskowych Powązkach w Warszawie

W styczniu 1945 roku został przyjęty do Wojska Polskiego i wyznaczony na stanowisko szefa służby zdrowia 11 Dywizji Piechoty, z którą w kwietniu 1945 roku przebywał w przyfrontowym rejonie w Sommerfeld. Od lata 1945 roku pełnił służbę w Departamencie Służby Zdrowia WP. W grudniu 1945 roku awansował na pułkownika. W styczniu 1946 roku został wyznaczony na stanowisko szefa Wydziału Służby Zdrowia w Dowództwie Okręgu Wojskowego Nr II w Koszalinie, 1947-1951 w Bydgoszczy, później w Warszawskim Okręgu Wojskowym. Od sierpnia 1953 dyrektor Departamentu Wojskowego w Ministerstwie Zdrowia. Od 18 grudnia 1957 roku do 29 października 1963 roku pełnił służbę na stanowisku szefa Służby Zdrowia Wojska Polskiego. W lipcu 1958 roku awansował na generała brygady. Nominację wręczył mu w Belwederze przewodniczący Rady Państwa PRL Aleksander Zawadzki. Zainicjował powstanie Wojskowej Akademii Medycznej w Łodzi. W listopadzie 1963 roku został przeniesiony w stan spoczynku.
Zmarł 18 lutego 1986 roku w Warszawie. Pochowany 24 lutego 1986 roku na wojskowych Powązkach w Warszawie (kwatera B4-7-8) z udziałem wiceministrów obrony narodowej gen. broni Tadeusza Tuczapskiego, gen. broni Antoniego Jasińskiego i gen. dyw. Włodzimierza Oliwy oraz ówczesnego szefa Służby Zdrowia MON gen. bryg. Andrzeja Kaliwoszki.
W 1991 roku w Krakowie Wydawnictwo Literackie opublikowało pamiętnik Generała pod tytułem „Moi dowódcy 1918-1963”.

## Ordery i odznaczenia
- Order Virtuti Militari V klasy
- Krzyż Walecznych (1920)
- Order Sztandaru Pracy I klasy (1963)
- Krzyż Komandorski Orderu Odrodzenia Polski (1958)
- Krzyż Oficerski Orderu Odrodzenia Polski (1946)
- Złoty Krzyż Zasługi (1949)
- Medal za Warszawę 1939–1945 (1945)
- Medal za Odrę, Nysę, Bałtyk (1945)
- Srebrny Medal „Siły Zbrojne w Służbie Ojczyzny” (1955)
- Medal „Za zwycięstwo nad Niemcami w Wielkiej Wojnie Ojczyźnianej 1941–1945” (ZSRR) (1945)